# Safouane Karim
Safouane Karim (18 juli 2004) is een Marokkaans-Nederlands voetballer die als aanvaller voor Roda JC speelt.

## Carrière
Safouane Karim speelde in de jeugd van AFC DWS, FC Utrecht en sc Heerenveen. In de winterstop van het seizoen 2023/24 maakte hij de overstap naar FC Volendam, wat samen met Vitesse gedeeld laatste stond in de Eredivisie. Hij debuteerde in het betaald voetbal op 25 februari 2024, in de met 0-4 verloren thuiswedstrijd tegen zijn oude club Heerenveen. Hij kwam in de 60e minuut in het veld voor Robin Maulun. Hij speelde in totaal tien wedstrijden (invalbeurten) voor Volendam, wat naar de Eerste divisie degradeerde. In de met 4-0 verloren uitwedstrijd tegen Excelsior kreeg hij na de wedstrijd een tweede gele kaart vanwege een opstootje met Kenzo Goudmijn. Hierna bood Karim zijn excuses aan.
Na de degradatie van Volendam was Karim clubloos. Een proefperiode bij FC Emmen leverde geen contract op. In oktober 2024 tekende hij bij het Franse Girondins de Bordeaux, wat vanwege financiële problemen teruggezet was naar het vierde niveau. In een half jaar tijd speelde Karim slechts vier duels voor de club. Hierin wist hij eenmaal het net te vinden, in de derde ronde van de Coupe de France tegen zesdeklasser FC Bressuire.
In februari 2025 ging Karim aan de slag bij Roda JC.

### Statistieken
| Seizoen                     | Club                  | Land           | Competitie     | Competitie | Competitie | Beker | Beker | Totaal | Totaal |
| Seizoen                     | Club                  | Land           | Competitie     | Wed.       | Dlp.       | Wed.  | Dlp.  | Wed.   | Dlp.   |
| --------------------------- | --------------------- | -------------- | -------------- | ---------- | ---------- | ----- | ----- | ------ | ------ |
| 2023/24                     | FC Volendam           | Nederland      | Eredivisie     | 10         | 0          | 0     | 0     | 10     | 0      |
| 2024/25                     | Girondins de Bordeaux | Frankrijk      | C. National 2  | 1          | 0          | 3     | 1     | 4      | 1      |
| Carrièretotaal              | Carrièretotaal        | Carrièretotaal | Carrièretotaal | 11         | 0          | 3     | 1     | 14     | 1      |
| Bijgewerkt op 23 maart 2025 |                       |                |                |            |            |       |       |        |        |